# اروين شوبر
اروين شوبر (بالألمانية: Erwin Schopper) (و. 1909 – 2009 م) هو فيزيائي، وأستاذ جامعي من ألمانيا . ولد في هايلبرون.
توفي في باد زوندن آن در تاونوس ، عن عمر يناهز 100 عاماً.

## مناصب وهيئات
أدار جامعة شتوتغارت، وجامعة غوته في فرانكفورت.

## جوائز
حصل على جوائز منها:
- وسام الجدارة من الدرجة الأولى صنف الاستحقاق من جمهورية ألمانيا الاتحادية (1984)
- وسام الجدارة من الدرجة الأولى صنف الاستحقاق من جمهورية ألمانيا الاتحادية.

## روابط خارجية
- اروين شوبر على موقع مونزينجر (الألمانية)